# Turdus naumanni

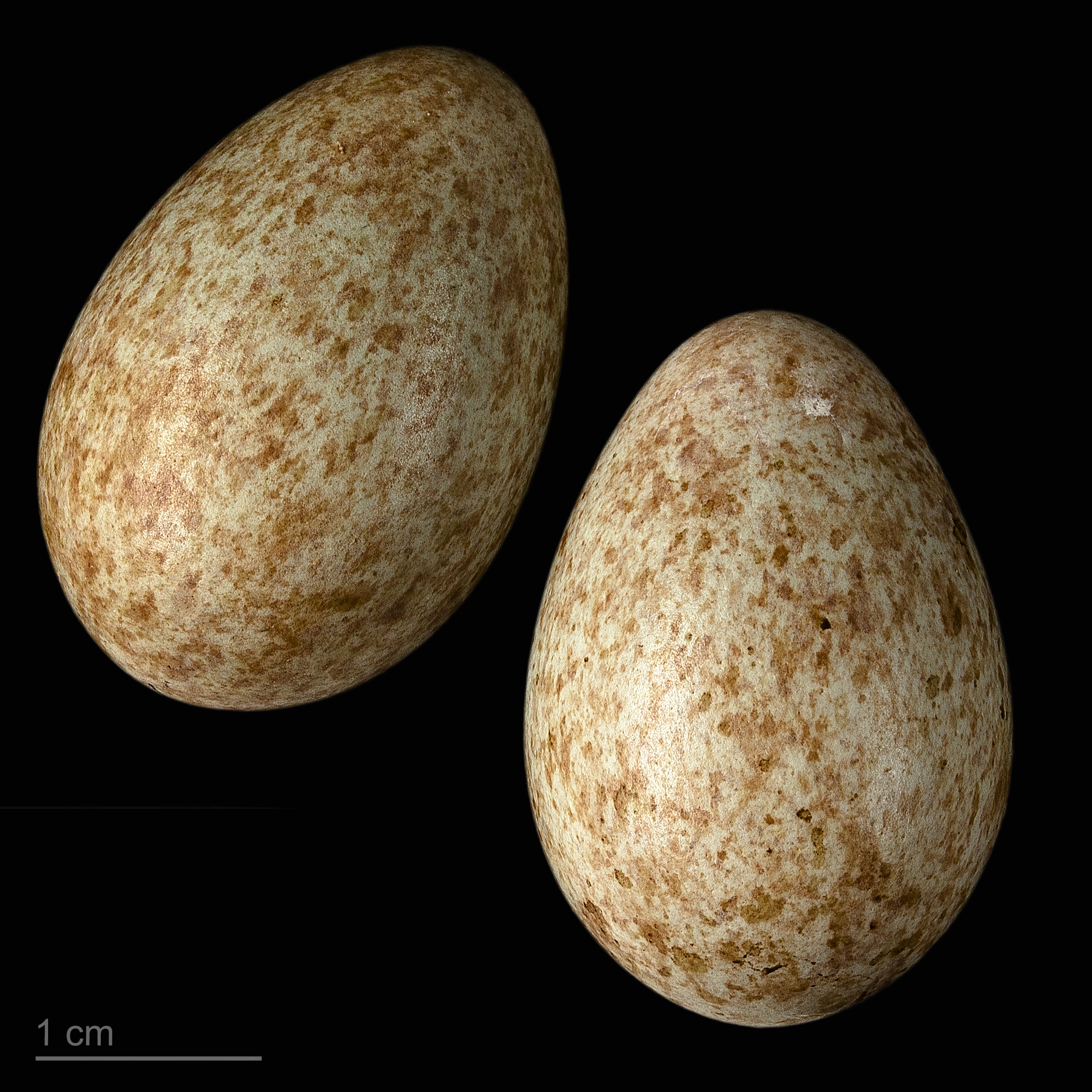
Turdus naumanni - MHNT

El zorzal de Naumann (Turdus naumanni) es una especie de ave paseriforme de la familia de los túrdidos. Se distribuye ampliamente en el este de Asia. Está estrechamente relacionado con el tordo oscuro (Turdus eunomus), los dos han sido a menudo considerado como congéneres.

## Distribución y hábitat
Se reproduce en zonas boscosas abiertas del centro-sur y el este de Siberia, rara vez llega a Europa central y occidental. En invierno migra al sursureste de Asia, principalmente a China y los países vecinos. Su hábitat natural son los bosques, praderas y pastizales boreales.

## Descripción
Es un ave de tamaño mediano pero robusto, similar en apariencia al zorzal real (Turdus pilaris). La parte inferior de las alas es de color marrón rojizo, la espalda y la cabeza son de color marrón claro.
La cara, el pecho, los flancos y las caderas tienen manchas rojizas, el vientre y bajo la cola es de color blanco. 
La hembra es bastante similar al macho, pero las aves jóvenes tienen un patrón más débil.

## Comportamiento
Anida en árboles, poniendo de 3 a 5 huevos en un nido desordenado pero perfectamente alineados. Las aves migratorias y aves invernantes suelen formar pequeños grupos. Es omnívoro, y se alimenta de una amplia variedad de insectos, especialmente mosquitos, gusanos y bayas.